# 灌木铁线莲
灌木铁线莲（学名：Clematis fruticosa）为毛茛科铁线莲属下的一个种。分布在中国甘肃(甘南地区)、陕西、山西、河北北部、北京西部、内蒙古中南部以及蒙古国中部。

## 变种
- 灰叶铁线莲 var. canescens Turcz

## 扩展阅读
- 灌木铁线莲图鉴[]